# Bchennine
Bchennine, Bchannine, ( em árabe: بشنين   ) é uma Aldeia no Distrito de Zgharta, na Província do Norte do Líbano . Sua população é predominantemente católica maronita.